# Regimiento de acción especial de la marina
El Regimiento de Acción Especial de la Marina (RASM) en árabe argelino: الفوج العمل الخاص للبحرية también conocido como "Comandos Marinos" o "مغاوير البحرية" en árabe argelino, es un regimiento de las fuerzas especiales de la Armada Nacional de Argelia.

## Historia
El Regimiento de acción especial de la marina es un regimiento de fuerzas especiales de las fuerzas navales argelinas. En 2005, nació la primera promoción de comandos, que se afiliaron directamente a los Regimientos de Fusileros Marinos (RFM) como destacamento de comandos de combate (DCC).
Las primeras promociones también se beneficiaron de un curso de comandos en el EFCIP de Boghar. En los regimientos de fusileros marinos (RFM) había cuatro secciones de comandos. Sin embargo, se decidió reunir todas las secciones de comandos y buzos de combate para crear un nuevo regimiento de operaciones especiales para las fuerzas navales argelinas. Los buzos de combate del Grupo Especial de Intervención (GIS) se unieron al RASM cuando el GIS fue disuelto en 2015.

## Misiones
Las misiones del RASM son :
- Reconocimiento especial.[3]
- Acciones de combate terrestre desde el mar o la costa.[3]
- Rescate y extracción de rehenes en el mar o en la costa.[4]
- Destrucción y sabotaje de objetivos estratégicos.[3]
- Intervenciones en el mar en el marco de las misiones de acción del Estado (lucha contra el terrorismo, piratería marítima, tráfico ilícito y delitos marítimos).[4]
- Rescate de rehenes desde embarcaciones o buques y resolución de crisis graves en el mar.[4]

## Organización

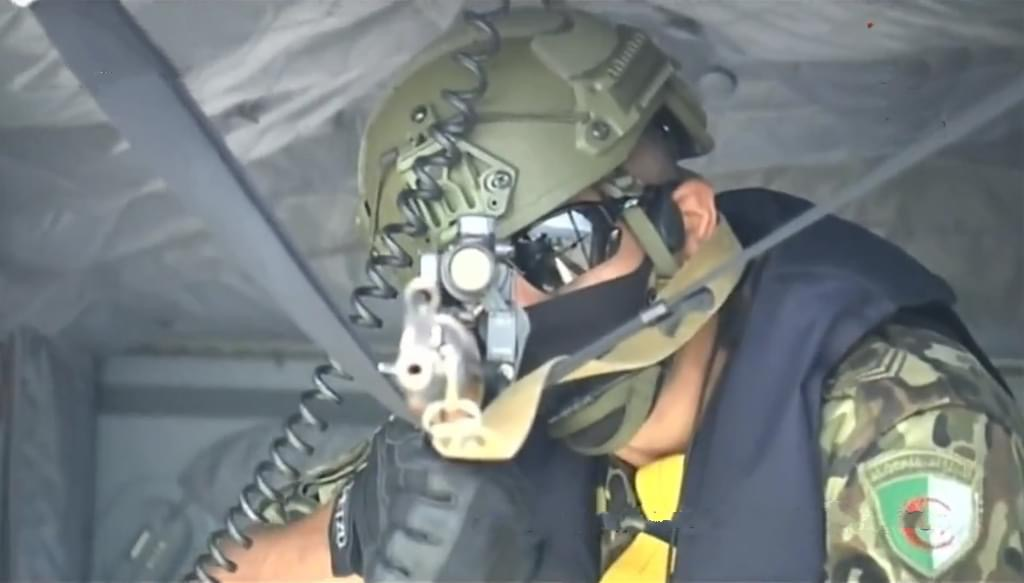
Francotirador del RASM durante un entrenamiento.

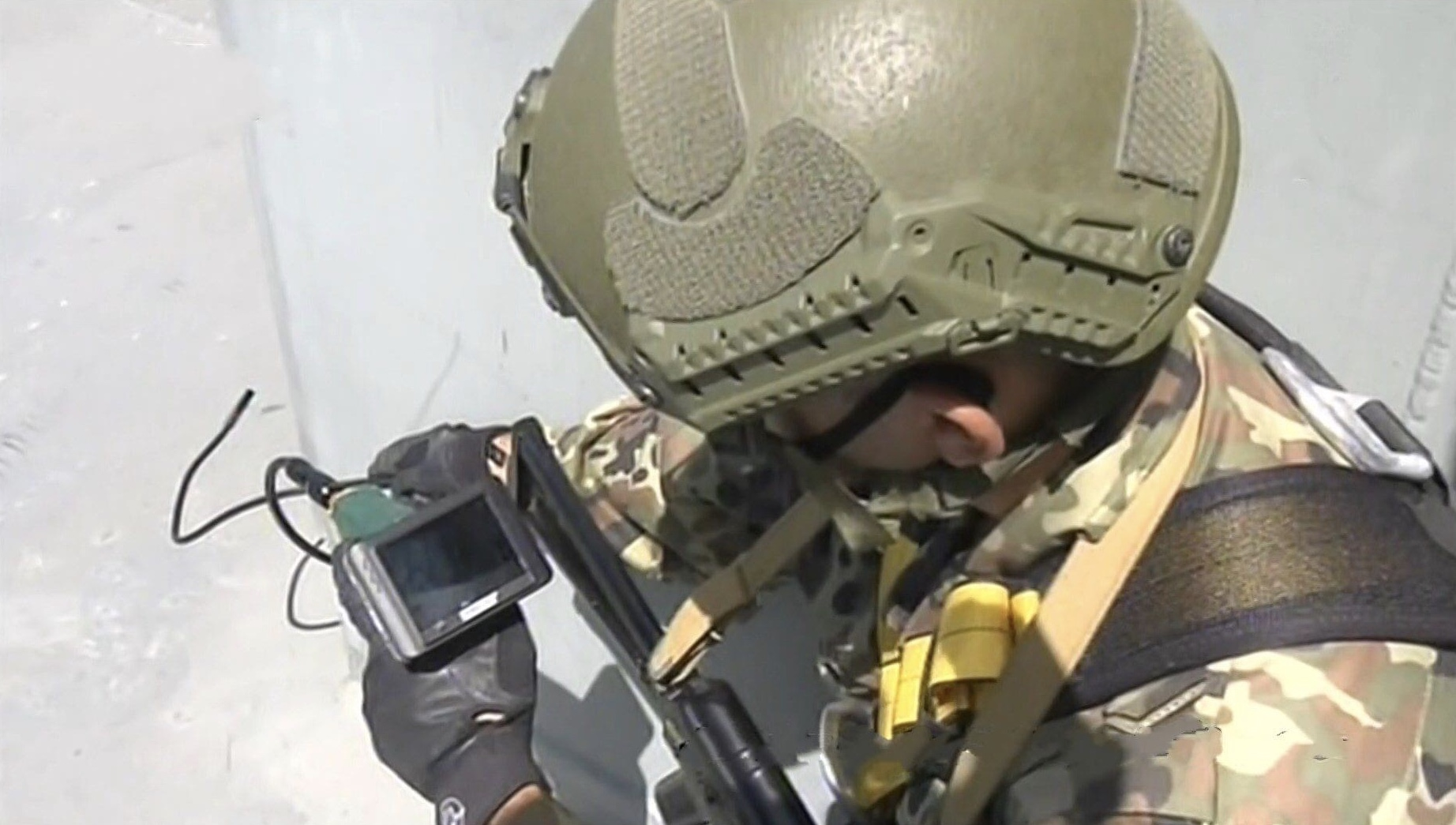
Un operador del RASM durante un entrenamiento.

La RASM cuenta con varias compañías dedicadas a diferentes especialidades:
- Un cuartel general.
- Una compañía de asalto, especializada en abordajes en el mar y en la lucha antiterrorista marítima.
- Una compañía de contraterrorismo y liberación de rehenes, especializada en la lucha contra el terrorismo y en el rescate de rehenes.[4]
- Una compañía de reconocimiento militar y apoyo, especializada en el reconocimiento y en la adquisición de información, pero también en la neutralización a distancia y en el apoyo a las unidades que participan en las zonas de combate como francotiradores etc.[4]
- Una compañía de buzos de combate, especializada en la guerra subacuática, en la antiterrorista marítima y en el rescate de rehenes, la unidad está formada exclusivamente por buzos de combate.[3]
- Una compañía de patrulla, especializada en acciones de patrulla y búsqueda marítima.[5]

Cada compañía incluye a un grupo especializado en el rescate de rehenes en objetivos marítimos o terrestres, que son grupos de contraterrorismo y liberación de rehenes (Counter Terrorism and Hostage Rescue).
Sin embargo, los buzos se dividen en dos grupos: Los buzos de combate y los buzos desminadores.
- Buzos de combate: Los buzos de combate tienen misiones ofensivas, estos buzos se encargan de colocar minas, asaltar objetivos portuarios, costeros y navales, rescatar rehenes, participar en las primeras fases del asalto anfibio y también pueden realizar tareas de inteligencia militar.

- Buzos desminadores: Las misiones asignadas a los buceadores desminadores son la búsqueda e identificación de minas, su neutralización y la destrucción y retirada de artefactos explosivos colocados bajo el agua o a bordo de los buques.

## Entrenamiento y formación
Los comandos de marina se reclutan directamente entre los miembros de los regimientos de fusileros marinos, para ser un comando de la marina es necesario primero ser fusilero de la marina y participar en el proceso de selección. Los futuros comandos se forman en la Escuela de Aplicación de Tropas de la Marina (EATM) de Jijel.
En primer lugar, los fusileros de la marina que deseen incorporarse a los comandos de la marina tienen que pasar una fase de selección de una semana en el EATM, tras la cual, si el candidato es seleccionado, continuará su curso con un curso de formación de comando y comenzará la formación de comando de la marina en la escuela. La duración de su proceso de formación es de 4 meses y se articula en torno a tres ejes:
- Mejora del rendimiento físico y aprendizaje de los deportes de combate.

- Tiro de combate (con diferentes armas).

- Combate especializado (específico de los comandos de la marina).

Aparte de esta formación, se hace hincapié en la inmersión, que consiste en la realización de operaciones de comando marítimo, cuyo objetivo es poder realizar ataques a objetivos costeros. Además, los comandos marinos también participan en entrenamientos en el extranjero, especialmente en los Estados Unidos con los US Navy Seals, la US Navy, la Fuerza de Guerra Naval Especial española etc.

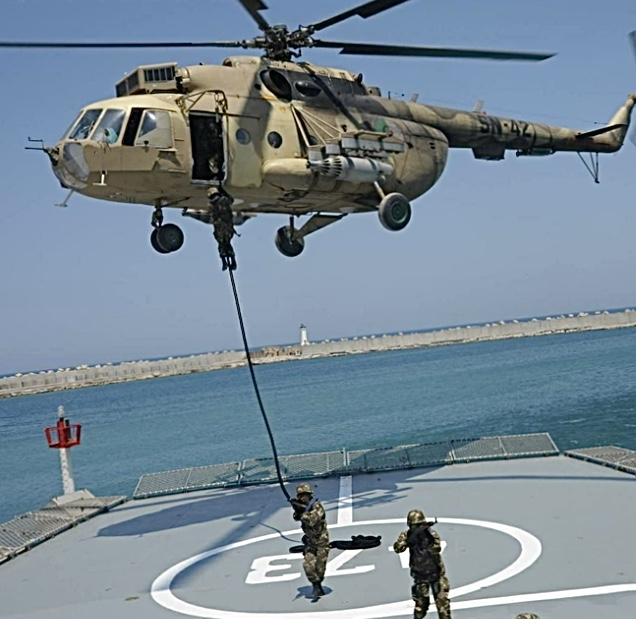
Los comandos marinos durante un entrenamiento.

## Armamento

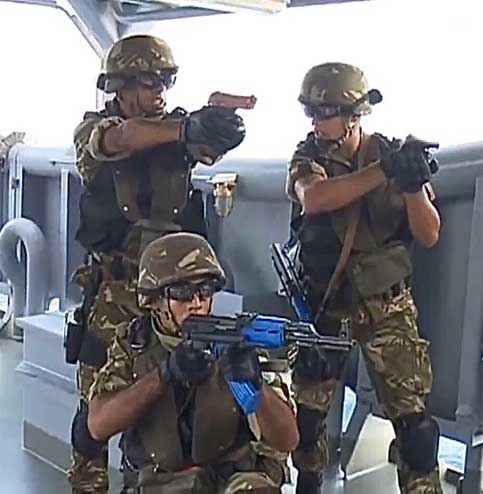
Comandos marinos durante un entrenamiento (con el antiguo uniforme, casco y armamento).

Los comandos marinos siempre van doblemente armados durante sus acciones con pistola semiautomática y fusil de asalto, sin embargo, dependiendo de la especialidad y la misión las armas pueden cambiar, por ejemplo los buzos no tienen el mismo armamento que las unidades de asalto. Los fusiles de asalto se personalizan para cada operador.

### Pistolas
| Nombre        | Imagen   | Origen                 | Tipo                   | Calibre              | Notas                                                                   |
| Pistolas      | Pistolas | Pistolas               | Pistolas               | Pistolas             | Pistolas                                                                |
| ------------- | -------- | ---------------------- | ---------------------- | -------------------- | ----------------------------------------------------------------------- |
| Caracal       |          | Emiratos Árabes Unidos | Pistola semiautomática | 9 × 19 mm Parabellum |                                                                         |
| Glock 17 / 18 |          | Austria                | Pistola semiautomática | 9 × 19 mm Parabellum | Puede equiparse con una linterna eléctrica y un kit de conversión RONI. |
| Glock 31      |          | Austria                | Pistola semiautomática | 9 × 22 mm            |                                                                         |
| Beretta 92    |          | Italia                 | Pistola semiautomática | 9 × 19 mm Parabellum |                                                                         |

### Fusiles de asalto
| Nombre            | Imagen            | Origen            | Tipo              | Calibre           |
| Fusiles de asalto | Fusiles de asalto | Fusiles de asalto | Fusiles de asalto | Fusiles de asalto |
| ----------------- | ----------------- | ----------------- | ----------------- | ----------------- |
| AKM               |                   | Unión Soviética   | Fusil de asalto   | 7,62 × 39 mm      |
| AKS-74U           |                   | Unión Soviética   | Fusil de asalto   |                   |
| Tipo 56           |                   | China             | Fusil de asalto   |                   |

### Ametralladoras
| Nombre           | Imagen         | Origen          | Tipo                               | Calibre        |
| Ametralladoras   | Ametralladoras | Ametralladoras  | Ametralladoras                     | Ametralladoras |
| ---------------- | -------------- | --------------- | ---------------------------------- | -------------- |
| RPK              |                | Unión Soviética | Ametralladora ligera               | 7,62 × 39 mm   |
| Ametralladora PK |                | Unión Soviética | Ametralladora de propósito general | 7,62 × 54 mm R |

### Fusiles de francotirador
| Nombre                   | Imagen                   | Origen                   | Tipo                     | Calibre                  |
| Fusiles de francotirador | Fusiles de francotirador | Fusiles de francotirador | Fusiles de francotirador | Fusiles de francotirador |
| ------------------------ | ------------------------ | ------------------------ | ------------------------ | ------------------------ |
| Zastava M93 Black Arrow  |                          | Serbia                   | Fusil de francotirador   |                          |
| SVD                      |                          | Unión Soviética          | Fusil de francotirador   |                          |

### Escopetas
| Nombre    | Imagen    | Origen    | Tipo      | Calibre   |
| Escopetas | Escopetas | Escopetas | Escopetas | Escopetas |
| --------- | --------- | --------- | --------- | --------- |
| SPAS-12   |           | Italia    | Escopeta  | 18,53 mm  |

### Lanzagranadas acoplado
| Nombre                 | Imagen                 | Origen                  | Munición               | Fabricante                                                                   |
| Lanzagranadas acoplado | Lanzagranadas acoplado | Lanzagranadas acoplado  | Lanzagranadas acoplado | Lanzagranadas acoplado                                                       |
| ---------------------- | ---------------------- | ----------------------- | ---------------------- | ---------------------------------------------------------------------------- |
| GP-25                  |                        | Argelia Unión Soviética | Granada de 40 mm       | Empresa de Construcciones Mecánicas de KhenchelaKBP Instrument Design Bureau |

### Armas eléctricas
| Nombre                 | Imagen                 | Origen                 | Tipo                   |
| Armas de electrochoque | Armas de electrochoque | Armas de electrochoque | Armas de electrochoque |
| ---------------------- | ---------------------- | ---------------------- | ---------------------- |
| X-26                   |                        | Estados Unidos         | Taser                  |

### Lanzacohetes
| Nombre       | Imagen       | Origen          | Tipo                          |
| Lanzacohetes | Lanzacohetes | Lanzacohetes    | Lanzacohetes                  |
| ------------ | ------------ | --------------- | ----------------------------- |
| RPG-7        |              | Unión Soviética | Granada propulsada por cohete |

## Equipamiento
- Uniformes con (camuflaje Flecktarn).
- Botas de combate.
- Chaleco antibalas.
- Coderas y rodilleras.
- Gafas de protección.
- Pasamontañas.
- Guantes de protección.
- Pistoleras.
- Sistema de hidratación.
- Mochilas de combate.
- Trajes Ghillie (para francotiradores).
- Escudo antibalas.
- Dispositivos de visión nocturna.
- Miras nocturnas, infrarrojas y térmicas.
- Dispositivo de transmisión individual.
- Radios.
- Silenciadores.
- Miras Eotech y ACOG.

### Cascos
| Nombre                 | Imagen | Origen         | Tipo             |
| Cascos                 | Cascos | Cascos         | Cascos           |
| ---------------------- | ------ | -------------- | ---------------- |
| Casco OPS-Core FAST SF |        | Estados Unidos | Casco de combate |